# Алтена
Алтена (њем. Altena) град је у њемачкој савезној држави Северна Рајна-Вестфалија. Једно је од 15 општинских средишта округа Меркиш. Према процјени из 2010. у граду је живјело 19.252 становника. Посједује регионалну шифру (AGS) 5962004, NUTS (DEA58) и LOCODE (DE ALT) код.

## Географија
Алтена се налази у савезној држави Северна Рајна-Вестфалија у округу Меркиш. Град се налази на надморској висини од 190 метара. Површина општине износи 44,3 km².

## Становништво
У самом граду је, према процјени из 2010. године, живјело 19.252 становника. Просјечна густина становништва износи 434 становника/km².

## Међународна сарадња
| Мјесто   | Држава               | Врста сарадње | Од    |
| -------- | -------------------- | ------------- | ----- |
| Пинск    | Бјелорусија          | партнерство   | 1990. |
| Блекберн | Уједињено Краљевство | партнерство   | 1971. |
|          | Француска            | партнерство   | 1967. |
| Извор    |                      |               |       |